# 港タクシー (和歌山県)
港タクシー株式会社（みなとタクシー）は、和歌山県日高郡日高川町に本社を置く、フラット・フィールド・オペレーションズ系列のタクシー及びバス事業者である。以前は有田交通系列の事業者であった。

## 本社・営業所
- 川辺本社
  - 和歌山県日高郡日高川町大字和佐1430-2
- 由良営業所
  - 和歌山県日高郡由良町綱代193-6

## 路線バス・乗合タクシー
日高川町コミュニティバス及び日高川町乗合タクシーを受託運行している。
※詳細は「日高川町コミュニティバス」の記事を参照。
2022年3月31日現在、路線バスとして3台の車両を保有している。